# Vol Cathay Pacific 780
Le vol Cathay Pacific 780 est un vol international régulier, assuré par un Airbus A330 entre Surabaya, en Indonésie, et Hong Kong, qui a connu un incident grave le 13 avril 2010. Alors qu'il est en approche de l'aéroport international de Hong Kong, l’équipage n’arrive plus à modifier la poussée des moteurs de l'appareil. Celui-ci réussit à atterrir à une vitesse presque deux fois supérieure à celle d'un atterrissage normal et subit des dommages mineurs. À bord se trouvent 309 passagers et un équipage de treize personnes. À la suite de l'évacuation, cinquante-sept passagers sont blessés lors de la descente des toboggans, dont un grièvement.
La cause de l'accident est la contamination du carburant chargé à l'aéroport de Surabaya par des microparticules qui ont bloqué petit à petit l'arrivée de kérosène dans les deux moteurs de l'avion.
Les deux pilotes australiens du vol, le commandant Malcolm Waters et l'officier pilote de ligne David Hayhoe, qui ont atterri en toute sécurité malgré une situation très difficile, reçoivent en mars 2014 la médaille « Polaris », remis par la Fédération internationale des associations de pilotes de ligne, pour leur héroïsme.

## Avion et équipage
L’appareil impliqué dans l’accident était un Airbus A330-342, immatriculé B-HLL (cn 244), un avion de ligne long-courrier équipé de deux moteurs Rolls-Royce Trent 700. Il a volé pour la première fois le 4 novembre 1998 et a été livré à Cathay Pacific trois semaines plus tard, le 25 novembre 1998. 
Le commandant de bord, Malcolm Waters (35 ans), travaillait pour Cathay Pacific depuis 12 ans, tandis que le copilote, David Hayhoe (37 ans), avait rejoint la compagnie aérienne depuis 3 ans et avait auparavant servi dans la Force aérienne royale australienne pendant 11 ans.

## Accident
Le vol 780 a décollé de la piste 28 de l’aéroport de Surabaya à 8 h 24 heure locale (1 h 24 UTC). Au cours de la montée, les deux moteurs ont présenté de petites fluctuations du rapport de pression moteur (EPR, mesure de la quantité de poussée), le moteur no 2 fluctuant dans une plage supérieure à celle du moteur no 1. Un peu plus d’une demi-heure après le décollage, lorsque l’avion était à son altitude de croisière au niveau de vol 390 (39 000 pieds, soit 12 000 m), un premier message d'erreur, affiché sur le panneau central du cockpit (ECAM pour Electronic Centralized Aircraft Monitoring), affiche : « ENG 2 CTL SYS FAULT ». L’équipage a alors pris contact avec le service du contrôle de la maintenance de la compagnie et a discuté du problème. Comme les autres paramètres concernant le fonctionnement des deux moteurs étaient normaux, la décision a été prise qu’il n'y avait, en apparence, aucun problème afin de poursuivre le vol.
Près de deux heures après le départ, à 3 h 16 UTC (10 h 16 heures locales), le message ECAM « ENG 2 CTL SYS FAULT » réapparaît. Comme tous les autres paramètres des moteurs sont restés normaux depuis le dernier message, les pilotes et la maintenance de la compagnie ont de nouveau été convaincus qu’il était sécuritaire de continuer à voler vers Hong Kong.
Deux heures plus tard, alors que l'avion était en train d'effectuer sa descente vers Hong Kong, à 5 h 19 UTC (12 h 19 heures locales) et à une position située à environ 203 km au sud-est de l'aéroport, l'ECAM de l'avion affiche deux messages d'erreurs : « ENG 1 CTL SYS FAULT » et « ENG 2 STALL ». Le deuxième message signifie un décrochage du compresseur du moteur, un problème potentiellement grave. En conséquence, les deux pilotes ont effectué les actions ECAM nécessaires consistant à tirer la manette des gaz du moteur no 2 vers la position de ralenti (ou de poussée minimale). L'équipage a alors augmenté la poussée du moteur no 1 jusqu'à la poussée maximale continue (MCT) pour compenser la faible poussée du moteur no 2. À la suite de ces actions, l’équipage a déclaré un « pan-pan », demandant le trajet le plus court possible vers l’aéroport et un atterrissage prioritaire.
Quelques minutes plus tard, l'avion, qui se trouve à environ 83 km au sud-est de l'aéroport, est en descente et approche une altitude de 8 000 pieds (2 450 m) lorsqu'un message ECAM « ENG 1 STALL » apparaît. Les pilotes réduisent alors la puissance du moteur no 1 et déclarent un « Mayday ». Le commandant de bord a ensuite actionné les manettes des gaz pour tester les réactions des moteurs. Au cours de ces mouvements, la vitesse de rotation du moteur no 1 a augmenté pour atteindre environ 74 % N1, tandis que le moteur no 2 est resté à environ 17 % N1. À la suite de l'augmentation du moteur no 1 à 74 % de régime, le mouvement des manettes des gaz par le commandant de bord n'a plus eu aucun effet sur le régime moteur.
À 13 h 43 heure locale (5 h 43 UTC) et onze minutes après la déclaration du « Mayday », l’équipage atterrit sur la piste 07L de l'aéroport Chek Lap Kok à une vitesse sol de 230 nœuds (soit 426 km/h). Cette vitesse est supérieure de 176 km/h à la vitesse normale d’un A330 au toucher et est également supérieure à la vitesse maximale de résistance des pneus de l'appareil. 
Après l'atterrissage, seul l'inverseur de poussée du moteur no 1 s'est déployé et les pilotes ont immobilisé l'avion en utilisant un freinage maximum. Le moteur no 1 est resté entre 70 % et 80 % de régime jusqu'à ce que l'équipage arrête les deux moteurs après avoir arrêté l'avion en bout de piste. Cinq des huit pneus du train principal se sont dégonflés et les pompiers de l'aéroport ont signalé que de la fumée et des flammes sortaient du train d'atterrissage. Pour cette raison, le commandant de bord a ordonné une évacuation d'urgence au cours de laquelle cinquante-sept passagers ont été blessés. 10 d'entre eux ont été emmenés à l'hôpital.

## Enquête
Les enquêteurs du Département de l’aviation civile de Hong Kong, du Bureau d'enquêtes et d'analyses pour la sécurité de l'aviation civile (BEA) et du Bureau d'enquêtes sur les accidents aériens britannique (AAIB) ont constitué une équipe pour enquêter sur l'accident. Le Comité national pour la sécurité dans les transports indonésien (NTSC) et le Conseil national de la sécurité des transports américains (NTSB) ont également participé à l'enquête, ainsi que des représentants d'Airbus, de Rolls-Royce et de Cathay Pacific.
Les données de l'enregistreur numérique des données de vol (DFDR), de l'enregistreur vocal du poste de pilotage (CVR) et de l'enregistreur à accès rapide (QAR) ont été téléchargées pour analyse. L’enquête s’est concentrée sur les moteurs, les systèmes de commande du moteur et le circuit de carburant.
L'analyse des moteurs a révélé que leurs systèmes d'alimentation en carburant ont été contaminés par des particules microscopiques. Le carburant contaminé, qui contenait des sphères de SAP (polymères super-absorbants), a par la suite entraîné une perte de contrôle de la poussée des deux moteurs de l’appareil lors de l’approche sur l'aéroport de Hong Kong. Ces sphères étaient utilisées dans les filtres de contrôle installés dans les camions pétroliers à l'aéroport de Juanda (afin d'éliminer l'eau avant que le carburant n'arrive dans l'avion) ; elles ne sont pas censées entrer dans les réservoirs de carburant des avions.
Les particules ont provoqué le blocage des vannes de dosage principales du carburant des deux moteurs de l'appareil. D'autres composants du moteur se sont également avérés contaminés par les particules : le système de carburant tout entier, y compris les réservoirs de carburant de l'avion. Quelque temps avant l'accident, le système d'approvisionnement du carburant de l'aéroport de Juanda a subi des modifications et l'enquête a révélé que toutes les procédures n'avaient pas été suivies lors de la remise en service du système de conduite de carburant. En effet, de l'eau salée a pu rentrer dans les canalisations, ce qui a endommagé le filtre du camion de remplissage et laissé échapper les particules à l'intérieur de l'appareil.
Quatre recommandations de sécurité ont été émises à la suite de l'accident et de la publication du rapport final(p163),.

## Conséquences

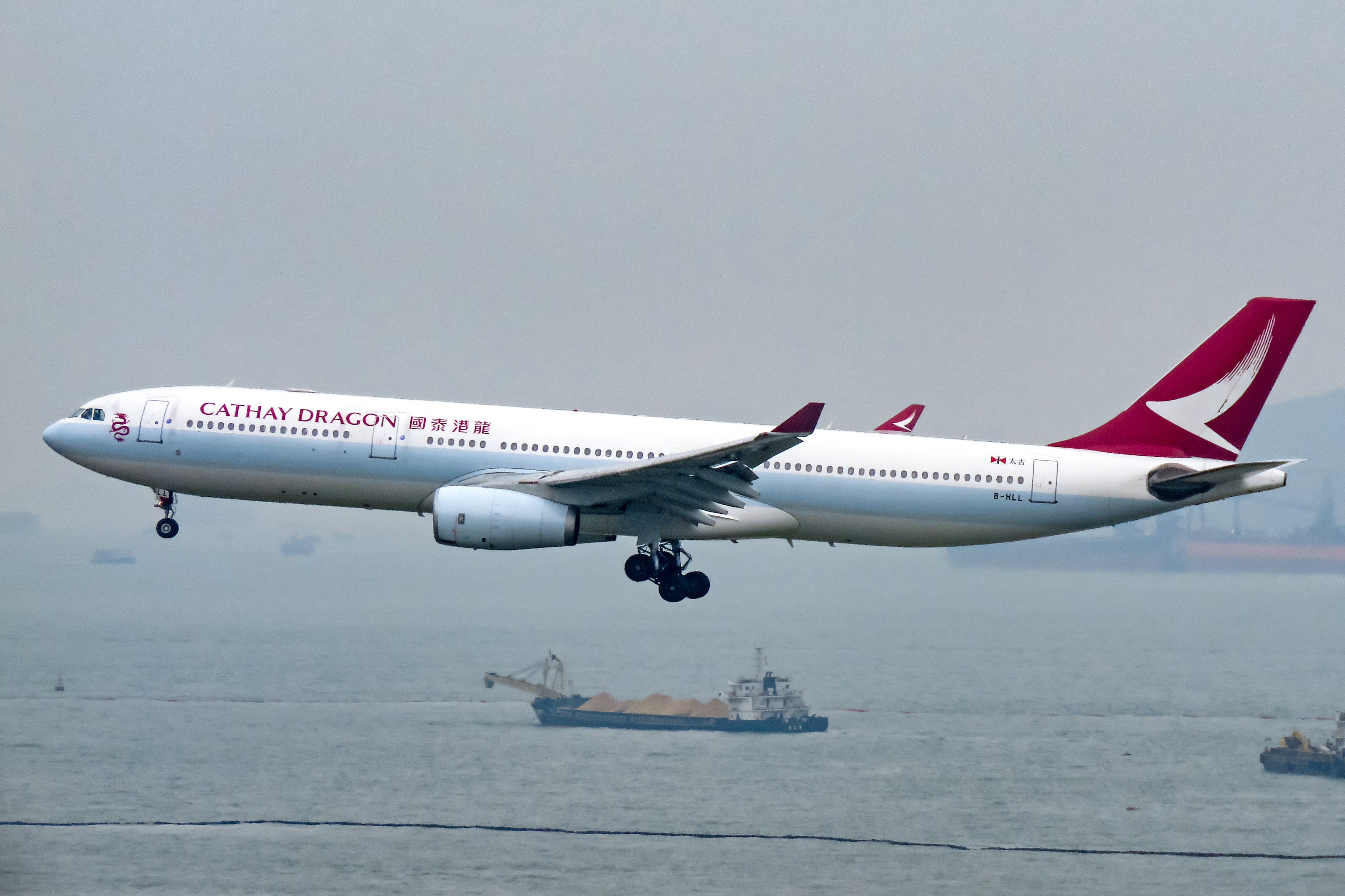
L'appareil impliqué dans l'incident (B-HLL), alors en service pour Cathay Dragon, ici photographié à l'aéroport international de Tokyo-Haneda en mai 2019.

En 2012, cet avion continue son service avec une filiale de Cathay Pacific, la compagnie aérienne Dragonair, qui est devenue Cathay Dragon en 2016,. 
L'avion a été retiré du service le 13 août 2020, à l'expiration de son bail, après son dernier vol commercial entre Pékin et Hong Kong, et a opéré son dernier vol le 14 octobre 2020 à destination de Pinal Airpark à Marana en Arizona via Anchorage.

## Médias
L'accident a fait l'objet d'un épisode dans la série télévisée Air Crash nommé « Descente mortelle » (saison 19 - épisode 1).